# César Cruchaga
César Cruchaga Lasa, deportivamente conocido como Cruchaga (Ezcároz, Navarra, 26 de enero de 1974) es un exfutbolista. Jugaba como defensa central y desarrolló toda su carrera profesional en el Club Atlético Osasuna de España. Es también conocido por correr los populares encierros de San Fermín.
Es el cuarto jugador con más partidos oficiales disputados en la historia del Club Atlético Osasuna (noviembre de 2022).

## Biografía
Se formó en la cantera de Osasuna, donde permaneció hasta la temporada 1996-97, en la que se marchó cedido al Gavá en Segunda División 'B'. A su regreso, debutó en el primer equipo de Osasuna en Segunda División. Desde entonces ha vestido en más de 300 ocasiones la elástica 'rojilla', y ha sido uno de los capitanes del equipo, donde ha conseguido un ascenso a Primera, ser finalista de la Copa del Rey y la clasificación para la Liga de Campeones por primera vez en la historia de Osasuna. Asimismo, ha conseguido también jugar con su equipo la semifinal de la UEFA contra el Sevilla.
El día 26 de mayo de 2009 anunció en una rueda de prensa, su retirada del fútbol como profesional.
El 31 de mayo de 2009, fue su último partido como jugador de Osasuna y jugador de fútbol profesional, ya que se retiraba, con la permanencia de Osasuna en Primera División y con la victoria en el partido contra el Real Madrid 2-1.

## Clubes
| Club      | País   | Categoría | Año       | PJ | Goles |
| --------- | ------ | --------- | --------- | -- | ----- |
| Osasuna B | España | 2.ª B     | 1992-1993 | -  | -     |
| Osasuna B | España | 2.ª B     | 1993-1994 | 24 | 1     |
| Osasuna B | España | 2.ª B     | 1994-1995 | 34 | 0     |
| Osasuna B | España | 2.ª B     | 1995-1996 | 37 | 3     |
| Gavá      | España | 2.ª B     | 1996-1997 | 35 | 0     |
| Osasuna   | España | 2.ª       | 1997-1998 | 31 | 1     |
| Osasuna   | España | 2.ª       | 1998-1999 | 26 | 2     |
| Osasuna   | España | 2.ª       | 1999-2000 | 37 | 3     |
| Osasuna   | España | 1.ª       | 2000-2001 | 36 | 3     |
| Osasuna   | España | 1.ª       | 2001-2002 | 37 | 1     |
| Osasuna   | España | 1.ª       | 2002-2003 | 36 | 0     |
| Osasuna   | España | 1.ª       | 2003-2004 | 34 | 1     |
| Osasuna   | España | 1.ª       | 2004-2005 | 30 | 0     |
| Osasuna   | España | 1.ª       | 2005-2006 | 20 | 0     |
| Osasuna   | España | 1.ª       | 2006-2007 | 18 | 2     |
| Osasuna   | España | 1.ª       | 2007-2008 | 26 | 2     |
| Osasuna   | España | 1.ª       | 2008-2009 | 9  | 0     |

Debut en 1ª División: 10 de septiembre de 2000 C.A. Osasuna 0 – R.C. Celta 2
| Temporadas 1.ª | Partidos 1.ª | Goles 1.ª | Partidos en Copa | Goles en Copa | Internacional |
| -------------- | ------------ | --------- | ---------------- | ------------- | ------------- |
| 9              | 246          | 9         | 29               | 2             | Ninguna       |